# Parhyalella batesoni
Parhyalella batesoni is een vlokreeftensoort uit de familie van de Dogielinotidae. De wetenschappelijke naam van de soort is voor het eerst geldig gepubliceerd in 1910 door Kunkel.